# Westlicher Gelber Tempel
| Tibetische Bezeichnung                           |
| ------------------------------------------------ |
| Tibetische Schrift: ལྷ་ཁང་སེར་པོ།                   |
| Wylie-Transliteration: lha khang ser po          |
| Offizielle Transkription der VRCh: Lhakang Sêrbo |
| THDL-Transkription: Lhakhang Serpo               |
| Chinesische Bezeichnung                          |
| Traditionell: 西黃寺                             |
| Vereinfacht: 西黄寺                              |
| Pinyin:Xīhuáng Sì                                |

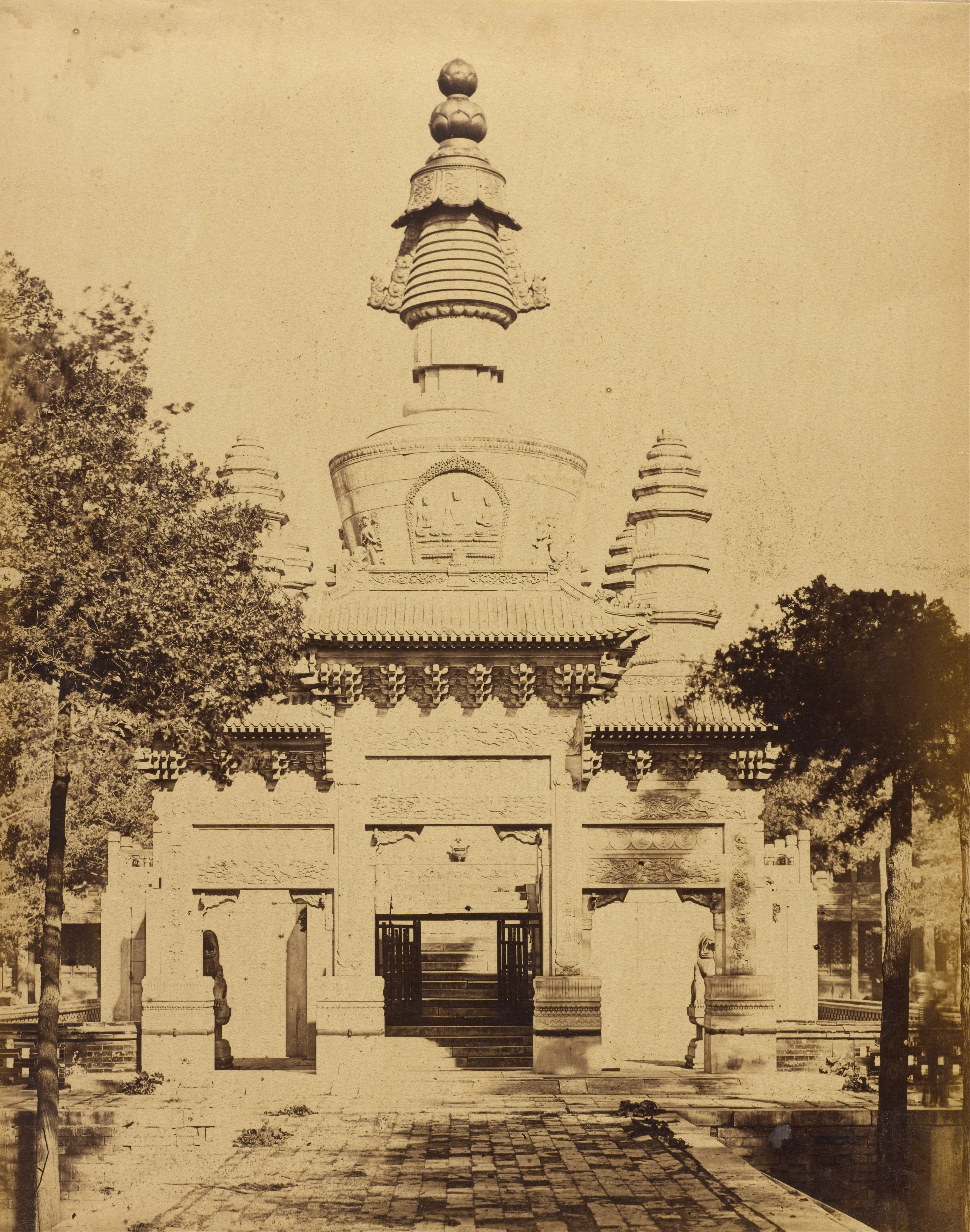
Diamantthron-Pagode, 1860

Der Westliche Gelbe Tempel (chin. Xīhuáng Sì), der auch unter dem Namen Qīngjìng Huāchéng Sì (清净化城寺) bekannt ist, ist ein Tempel der Gelug-Schule des tibetischen Buddhismus. Er befindet sich in der Andingmenwai-Straße des Chaoyang-Stadtbezirks von Peking. Er wurde im Jahr 1651 zur Zeit der Qing-Dynastie erbaut und diente 1653 als Residenz des 5. Dalai Lama bei seinem Aufenthalt in Peking. 1908 residierte der 13. Dalai Lama im kurz zuvor renovierten Tempel bei einem Besuch in Peking. Heute beherbergt die Tempelanlage ein 1987 gegründetes sino-tibetisches Institut für Buddhismus (中国藏语系高级佛学院,  Zhongguo Zangyuxi Gaoji Foxueyuan, englisch High-level Tibetan Buddhism College), eine Hochschule des tibetischen Buddhismus.
Seine Diamantthron-Pagode namens Qingjing-Huayu-Pagode (清净化域塔) steht seit 2001 auf der Liste der Denkmäler der Volksrepublik China (5-206).